# Wilżyna ciernista
Wilżyna ciernista (Ononis spinosa L.) – gatunek półkrzewu z rodziny bobowatych. Występuje w Europie, północno-zachodniej Afryce i w zachodniej oraz środkowej Azji. W Polsce jest gatunkiem rozpowszechnionym w północno-zachodniej części kraju włącznie z Wielkopolską, w dolinie Wisły i na wyżynach, poza tym rzadkim lub brak go zupełnie (np. na północnym wschodzie i południowym wschodzie).

## Morfologia

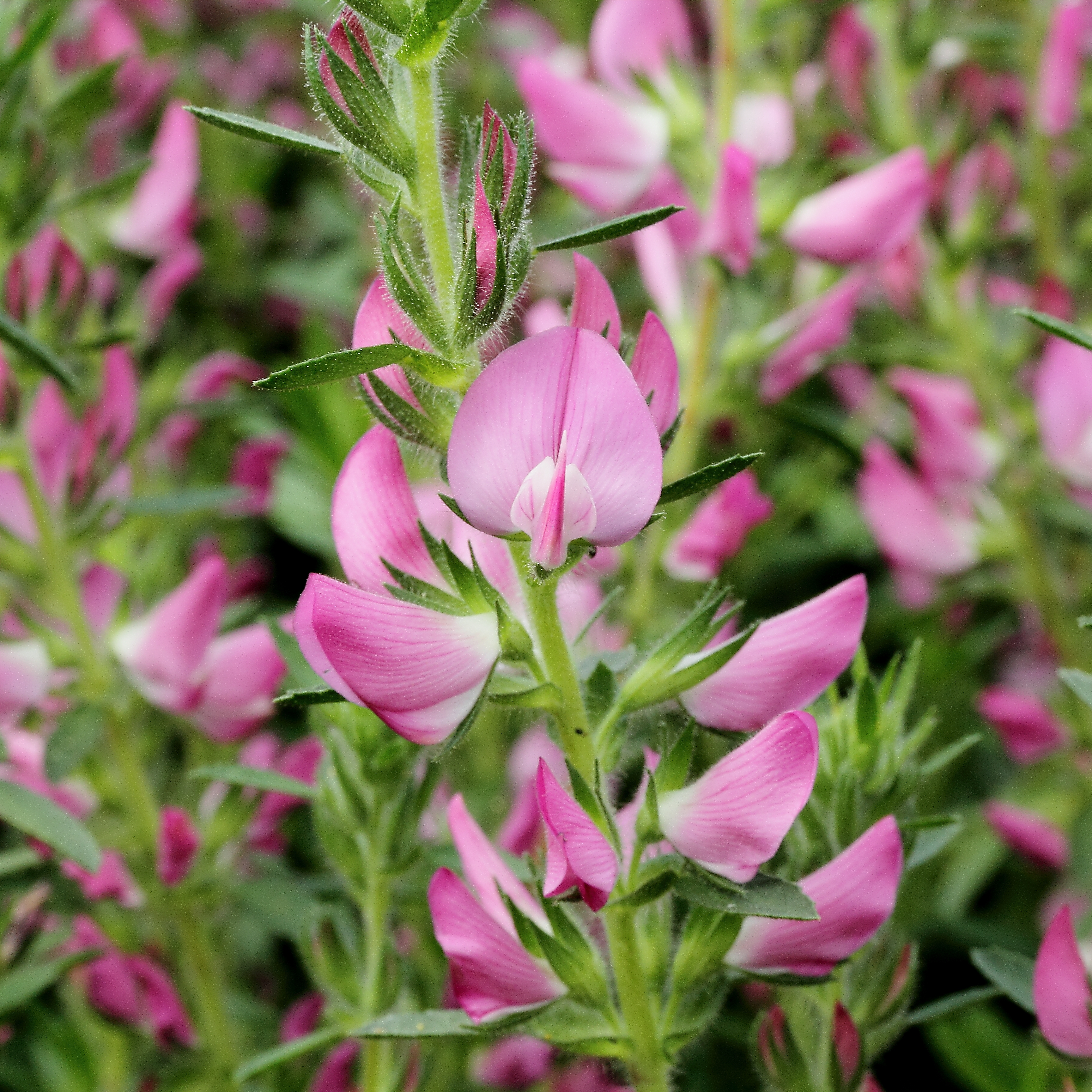
Kwiatostan

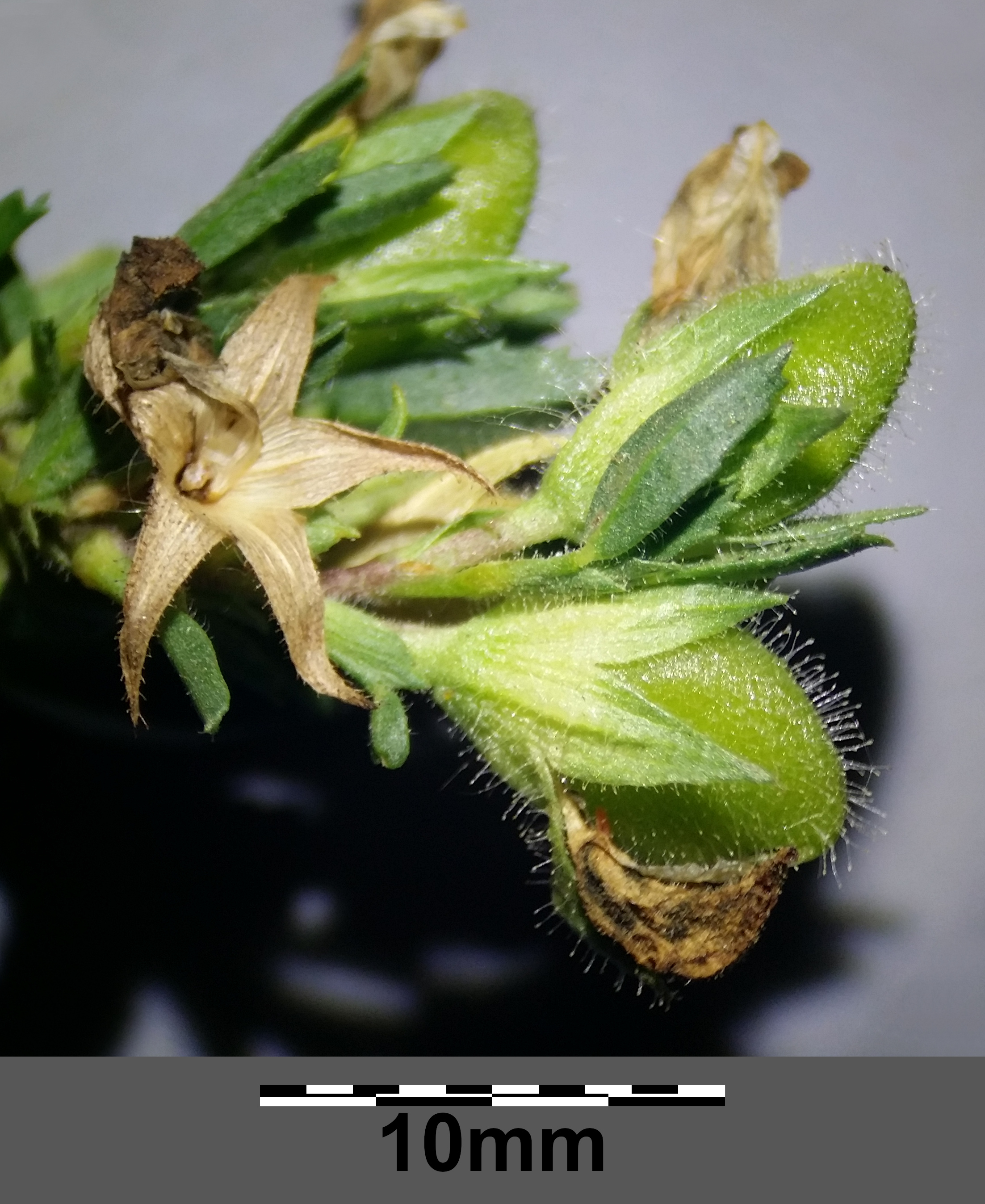
Owoce

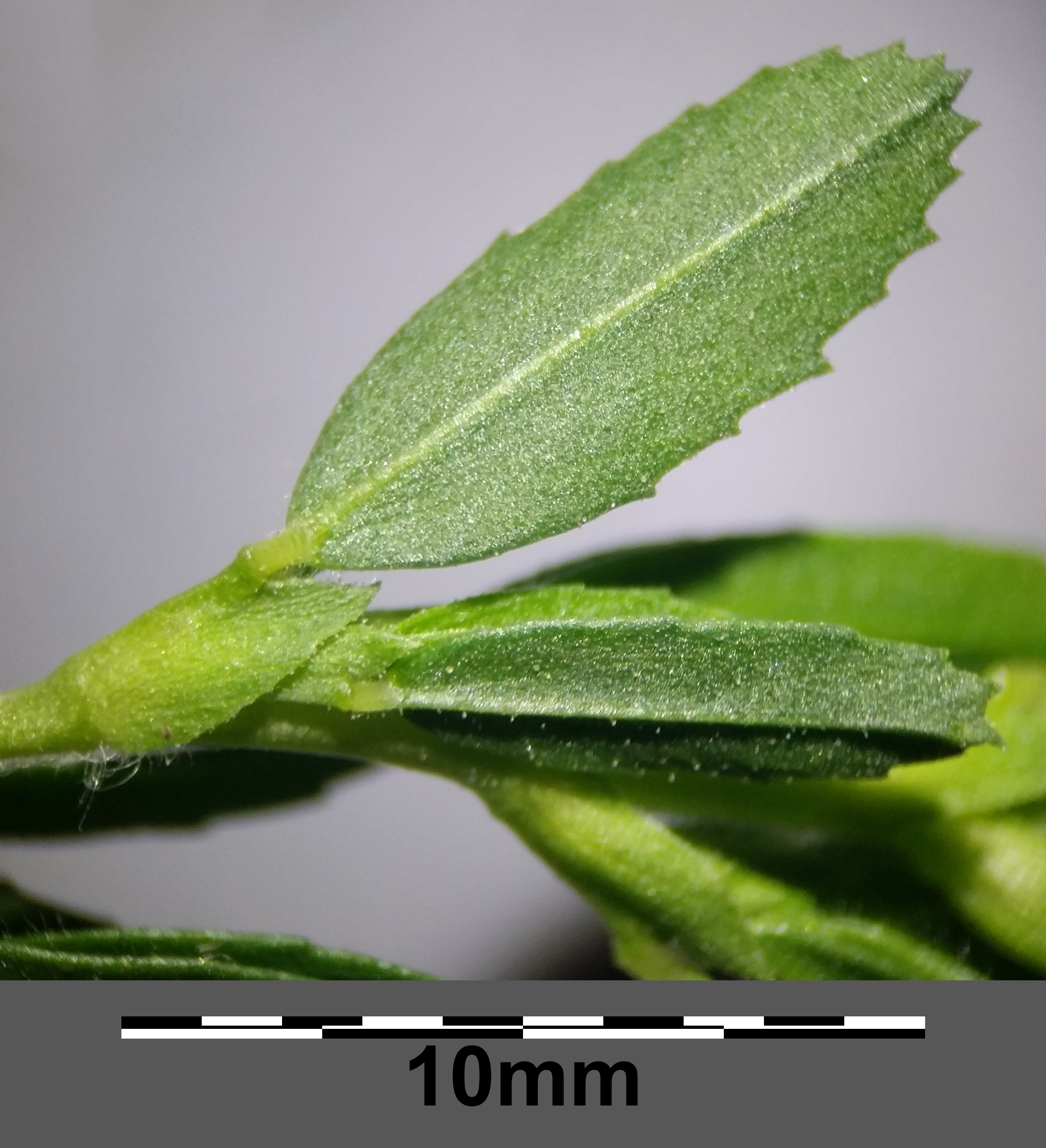
Listki

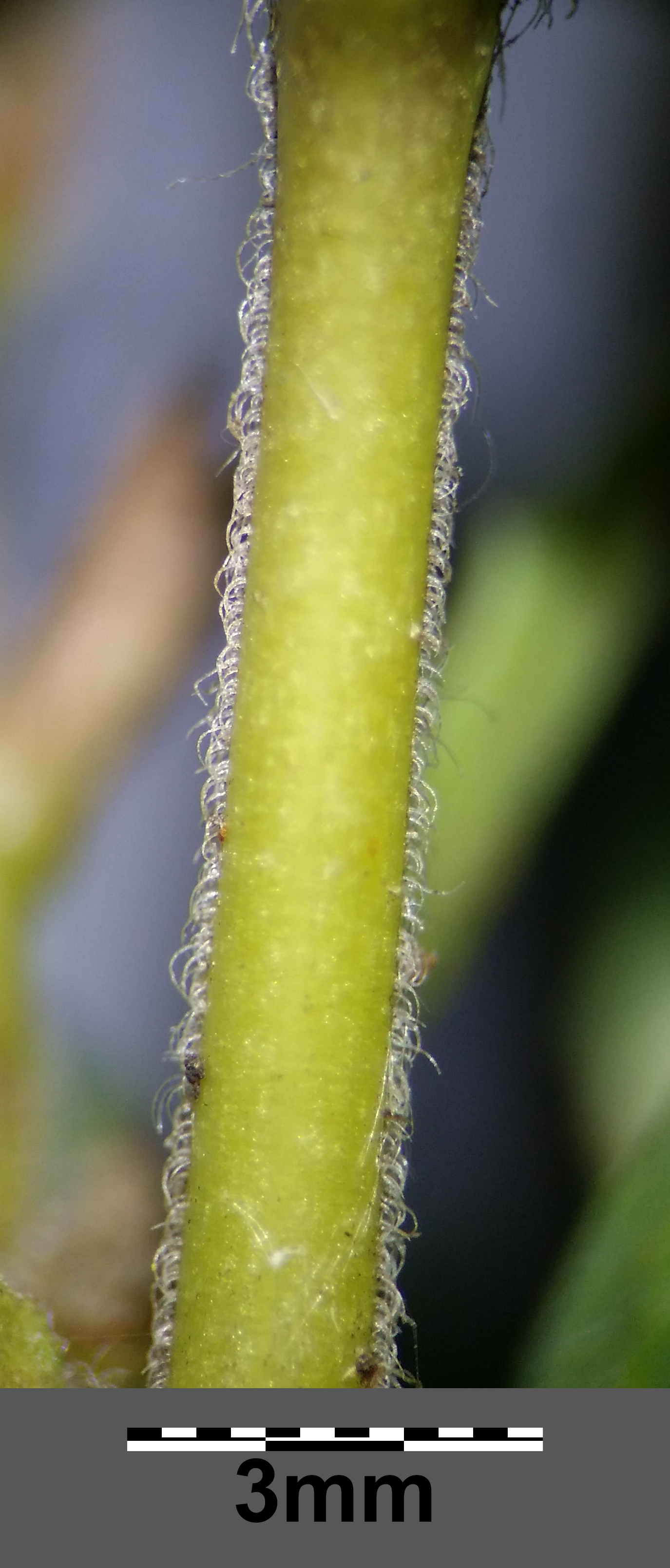
Łodyga owłosiona dwustronnie

PokrójPółkrzew o wysokości do 60 cm i nieprzyjemnym zapachu. Przeważnie nie wytwarza rozłogów.
ŁodygaZdrewniała, rozgałęziona, wzniesiona, zazwyczaj ogruczolona i owłosiona, przy czym charakterystyczne dla tego gatunku jest owłosienie jednostronne lub dwustronne na łodydze, czasem łodyga owłosiona jest dookoła, ale tylko w górnej części pędów. Na łodydze występują ciernie, często liczne i dwudzielne. Łodyga zazwyczaj jest czerwono nabiegła.
LiścieJedno i trójlistkowe z jajowatymi przylistkami. Listki owalne, tępo piłkowane, drobne. Listek środkowy na dłuższym ogonku i większy od bocznych. Wierzchołki listków zaokrąglone lub ostre, ale nie wycięte.
KwiatyGrzbieciste motylkowe, ciemnoróżowe o długości 1–2 cm. Wyrastają zwykle po 1, rzadziej po 2–3 w kątach górnych liści. Mają tępy żagielek, nieco tylko dłuższy od skrzydełek i łódeczki. Kielich ogruczolony i rzadko owłosiony. Korona kwiatu ciemniej żyłkowana, różowa, rzadziej biała.
OwocStrąk zawierający przeważnie jedno nasiono.

## Biologia i ekologia
Półkrzew, nanofanerofit, hemikryptofit. Kwitnie od czerwca do września. Jest gatunkiem światłolubnym. Siedliskiem są słoneczne zbocza dolin i wąwozów, przydroża, suche łąki, skarpy i brzegi lasów. Przeważnie występuje w murawach kserotermicznych, rzadziej w piaskowych. Preferuje gleby suche o odczynie obojętnym lub zasadowym. Rośnie pojedynczo lub po kilkanaście do kilkudziesięciu osobników.

## Zagrożenia i ochrona
Gatunek po raz pierwszy objęty w Polsce częściową ochroną gatunkową w 1983 roku. Status ochronny został utrzymany w Rozporządzeniu Ministra Środowiska z dnia 9 października 2014 r. w sprawie ochrony gatunkowej roślin.

## Zastosowanie
Wilżyna ciernista wykorzystywana jest jako roślina lecznicza.
- Surowiec zielarski: Korzeń (Radix Ononidis)
- Skład chemiczny:
  - olejek eteryczny do 0,2%,
  - spinozyn,
  - flawonoidy (m.in. ononina, dwuhydroononina, trifolizyryna i onospina),
  - trójterpeny (m.in. α- β- i γ-onoceryna oraz pochodne kwasu glicyryzynowego – bezpostaciowy ononid).
  - garbniki,
  - kwasy organiczne (np. cytrynowy),
  - żywice,
  - fitoaglutyniny,
  - pochodne kumaranochromanu,
  - sole mineralne.
- Działanie: Dość silne działanie moczopędne, ułatwia wydalanie z organizmu mocznika, chlorków i różnych szkodliwych produktów przemiany materii. Przetwory z wilżyny słabo pobudzają wydzielanie soku żołądkowego, w niewielkim stopniu hamują drobne krwawienia z włosowatych naczyń przewodu pokarmowego, mają też słabe działanie przeciwzapalne, korzystne w leczeniu żylaków odbytu.
- Zbiór i suszenie: Jesienią lub wczesną wiosną wykopuje się korzenie, myje i suszy w suszarni ogrzewanej w temperaturze do 45 °C.

## Zmienność wewnątrzgatunkowa
W obrębie gatunku wyróżnia się szereg podgatunków i odmianę:
- Ononis spinosa subsp. spinosa
- Ononis spinosa subsp. antiquorum (L.) Arcang.
- Ononis spinosa subsp. australis (Širj.) Greuter & Burdet
- Ononis spinosa subsp. austriaca (Beck) Gams
- Ononis spinosa subsp. diacantha (Sieber ex Rchb.) Greuter
- Ononis spinosa subsp. leiosperma (Boiss.) Širj.
- Ononis spinosa subsp. masquillierii (Bertol.) Negodi
- Ononis spinosa subsp. procurrens (Wallr.) Briq. – wilżyna rozłogowa
- Ononis spinosa nothosubsp. pseudohircina (Schur) B.Bock (mieszaniec O. spinosa subsp. procurrens × O. spinosa subsp. spinosa)
- Ononis spinosa var. sancti-marini Pamp.